# Гнідий Федір Іванович
Фе́дір Іва́нович Гнідий (нар. 18 квітня (1 травня) 1893, Валки, нині Харківська область — 14 вересня 1980) — український майстер художньої кераміки, 1967 — заслужений майстер народної творчості УРСР.

## З життєпису
Виготовляв майстерно вази, вареничниці, глечики, іграшки-свистунці — баранчики, коники, корівки: куманці, масельниці, працював над декоративними скульптурами малих форм:
- 1949 — «Баран», «Лев»;
- 1950 — «Баранець», «Козеня», «Бичок»;
- «Півень»;
- масельничка — «Три богатирі» — 1960-ті, виготовляв композиції:
- 1961 — «Мені тринадцятий минало…»;
- 1967 — «Чапаєвці на привалі»;
- 1960-ті — «Весілля», кругла скульптура;
- «Косарі на обіді».

Його твори зберігаються в музеях України.